# Ngozi Onwurah
Ngozi Onwurah, née en 1966, est une réalisatrice, productrice, mannequin et conférencière britanno-nigériane. Elle est surtout connue en tant que cinéaste, notamment pour son film autobiographique The Body Beautiful diffusé en 1991 et son premier long métrage, Welcome II the Terrordome, diffusé en 1994. Son œuvre est souvent entre réalité et fiction et reflète le racisme enduré par la diaspora africaine.

## Biographie
Ngozi Onwurah est née en 1966 au Nigeria d'un père nigérian et d'une mère britannique blanche, Madge Onwurah,. Elle a deux frères et sœurs, Simon Onwurah et Chi Onwurah, cette dernière étant devenue une députée travailliste britannique. Lorsqu'ils sont encore enfants, la mère d'Onwurah est contrainte de fuir le Nigeria avec ses enfants afin d'échapper à la guerre civile nigériane du Biafra. Le père reste sur place pour combattre,. Ils se réfugient en Angleterre. La famille s'installe à Newcastle dans un quartier ouvrier assez pauvre, où, à l'époque, il n'y a pas d'autres Noirs, à part sa sœur et son frère. Ngozi Onwurah, comme sa fratrie, subissent des abus sociaux et des dicriminations ou injures racistes, découlant de leur identité biraciale et de l'absence de leur père,. Pour autant, Ngozi Onwurah réussit à s'affirmer et entame des études de cinéma à la Saint Martin's School of Art de Londres. Puis elle suit un cursus de trois ans et obtient un diplôme de réalisatrice à la National Film and Television School de Beaconsfield. Elle est aussi remarqué pour son allure et travaille comme mannequin de mode dans les années 1980, durant ses études.
Elle se lance dans la réalisation de courts métrages (les premiers tournages étant effectués alors qu'elle étudie encore à la Saint Martin's School of Art), en particulier Coffee Colored Children, sorti en 1988,,. Ce court métrage explore certains de ses sentiments intérieurs liés à son enfance et est issue aussi de discussions avec son frère et sa sœur. Ce film montre des enfants métis victimes de harcèlement racial, de discrimination et d'isolement en raison de leur couleur de peau. Deux enfants, un garçon et une fille, sont présentés dans le film et on les voit par exemple se poudrer le visage avec une solution de nettoyage de peau et se frotter la peau à vif afin de se débarrasser de la haine de soi qu'ils ressentent à cause de leur couleur de peau foncée. Coffee Colored Children aborde l'idée d'une société prétendument devenue un « melting pot » et la remet en question. Un des courts métrages suivants, Fruits of Fear, sorti en 1990, est consacré à l'apartheid en Afrique du Sud. Il est réalisé pour encourager les consommateurs britanniques à boycotter les produits sud-africains, dans le cadre d'une campagne visant à renforcer ce boycott. And Still I Rise, sorti en 1991, nommé d'après un poème de Maya Angelou et inspiré par celui-ci, explore les représentations des femmes noires et de leur sexualité dans les médias, et des effets de ces représentations sur la vie de ces femmes.
Une autre de ses réalissations marquantes est The Body Beautiful, autre court métrage sorti cette même année 1991. Ce film est une œuvre autobiographique, bien qu'incluant des scènes fictionnelles. Il met en scène Ngozi elle-même et sa mère, Madge Onwurah. Puis elle réalise un des premiers longs métrages dirigés au Royaume-Uni par une femme noire, Welcome II the Terrordome sorti en 1994,. Critiqué à l'époque par une bonne partie de la presse britannique, ou américaine pour sa vision très dure des relations interraciales au sein des sociétés anglo-saxonnes, jugé excessif et «colérique», ce film est devenu incontournable et, avec le recul surprend par sa sincérité,.
Dans les années 1990, plusieurs de ses courts métrages sont primés en festival, tel Coffee Colored Children qui reçoit le Golden Gate Award, au Festival international du film de San Francisco en 1990, ou The Body Beautiful, déclaré meilleur court métrage au Festival international du film de Melbourne  l'année suivante et primé au Festival du film de New York, toujours en 1991, ou encore Flight of the Swan récompensé d'un Gold Hugo au Festival international du film de Chicago en 1992.
Shoot The Messenger, sorti en 2006, traite sous un ton sarcastique de la façon dont le racisme se vit quelquefois, de façon assez paradoxale, au sein de la diaspora noire elle-même. Cette réalisation reçoit le Prix Italia 2006.

## Principales réalisations cinématographiques
- 1988 : Coffee Colored Children[2],[5],[6]
- 1989 : Best Wishes
- 1990 : Fruits of Fear
- 1991 : And Still I Rise[6]
- 1991 : The Body Beautiful[6]
- 1992 : Who Stole the Soul
- 1993 : Monday's Girls[6]
- 1993 : Flight of the Swan
- 1994 : Welcome II the Terrordome[2],[7],[8]
- 1994 : Siren Spirits
- 1995 : The Desired Number[6]
- 1996 : White Men Are Cracking Up
- 1997 : Behind the Mask
- 2001 : Hang Time[14]
- 2002 : Mama Africa[15]
- 2006 : Shoot The Messenger[12]
- 2024 : Neighborhood Alert